# Греческая церковь Святого Георгия (Феодосия)
Церковь Святого Георгия (греч. Ναὸς τοῦ Ἅγίου Γεωργίου) — греческая православная церковь XIV века в Феодосии, часть комплекса Генуэзской крепости. Бывшая армянская церковь Сурб Урпат ( Святой Параскевы). Находится на территории Айоц Берд ( армянская крепость) при вхождении Крыма в состав России переименована в Карантин.

## Архитектура
Церковь Св. Георгия представляет собой прямоугольное в плане строение, перекрытое полукруглыми сводами на подпружных арках. Относится к зданиям зального типа и сложена из бута (некоторые части облицованы тесанным известняком). Черепичная кровля двухскатная. Церковь небольшая, что может свидетельствовать о том, что прихожане были небогатыми.

## Современность
В начале XIX века в церкви хранились архивные документы.
В настоящее время (2015) храм закрыт для посещения и требует реставрации. В храм можно попасть с экскурсоводом.